# NPa Guaporé (P-45)
O NPa Guaporé (P-45) é uma embarcação da Marinha do Brasil, da Classe Grajaú, que exerce a função de navio-patrulha.

## Missão
Ordenado em 1994 como parte do 3º lote de duas unidades da classe junto ao estaleiro Mauá. A encomenda foi cancelada devido a dificuldades administrativas do estaleiro.
Foi reordenado em 1994 juntamente com o NPa Guarujá (P-49) ao estaleiro Peenewerft GmBH em Wolgast, na Alemanha.     O projeto é do estaleiro Vosper-QAF de Singapura.
Foi lançado ao mar em 24 de janeiro de 1995 e incorporado à Armada em 29 de agosto de 1995.
Tem como missão a Inspeção Naval, a Patrulha Naval, a Salvaguarda da Vida Humana no Mar, e a Fiscalização das Águas Territoriais Brasileiras. esta subordinado ao 1º Distrito Naval, integrando o Grupamento Naval do Sudeste (GrupNSE), atua no litoral dos estados do Rio de Janeiro, São Paulo e Espírito Santo, e a sua base é o Rio de Janeiro.
Conhecido como o Ligeirinho do Sudeste navega sob o lema "Arriba Guapo, pronto para!".

## Origem do nome
É a terceira embarcação da Armada a receber este nome. O (P-45) leva o nome do rio homônimo localizado na fronteira do Brasil com a Bolívia. Guaporé significa vale deserto em língua indígena.
As demais embarcações foram o Vapor Guaporé e o caça-submarino CS Guaporé (G-1) que defendeu a costa brasileira na Segunda Guerra Mundial.

## Características
- Deslocamento :197 ton (padrão), 217 ton (carregado)
- Dimensões (metros): comprimento 46,5 m; largura 7,5m; calado 2,3m
- Velocidade (nós): 26 (máxima)
- Propulsão: 2 motores diesel MTU 16V 396 TB94 de 2.740 bhp cada
- Combustível: 23 toneladas de capacidade
- Autonomia : 4.000 Km a 12 nós; 10 dias em operação contínua
- Sistema Elétrico: 3 geradores diesel no total de 300 Kw.
- Armamento:
  - 1 canhão Bofors L/70 40mm com 12 km de alcance
  - 2 canhões Oerlikon/BMARC 20mm com 2 km de alcance, em dois reparos simples
- Tripulação: 29 homens
- Equipamentos:
  - 1 lancha tipo (RHIB), para 10 homens;
  - 1 bote inflável para 6 homens;
  - 1 guindaste para 620 kg.